# Joaquim José da Silva
Joaquim José da Silva (Rio de Janeiro, 25 de agosto de 1791 – 1 de outubro de 1857) foi um médico brasileiro.
Graduado pela Academia Médico-Cirúrgica do Rio de Janeiro em 1831, defendendo a tese de doutoramento “Das Gastroenterites”. Foi membro fundador da Sociedade de Medicina do Rio de Janeiro, atual Academia Nacional de Medicina.